# Totti Sora
Torsten "Totti" Harald Sora (ursprungligen Strömberg), född 4 september 1903 i Åbo, död 23 november 1955, var en finländsk arkitekt. 
Hans mest kända byggnader är Martinskyrkan i Åbo (ritad tillsammans med Gunnar Wahlroos) och Åbo busstation (tillsammans med Harald Smedberg (1884–1963)).

## Verk i urval
- Godsexpeditionen på Trätorget i Åbo, 1933
- Martinskyrkan i Åbo, 1933 (tillsammans med arkitekten Gunnar Wahlroos)
- Åbo busstation, Aningaisgatan, 1938 (tillsammans med Harald Smedberg)
- Bostadshus på Kommunalsjukhusvägen 40–46 I Åbo, 1944
- Bastu i idrottsparken i Åbo, 1948
- Triumph korsettfabrik, Tjärhovsgatan, Åbo, 1952–1953 (tillsammans med Dimitrios Pantzopoulos)[1]

## Bildgalleri

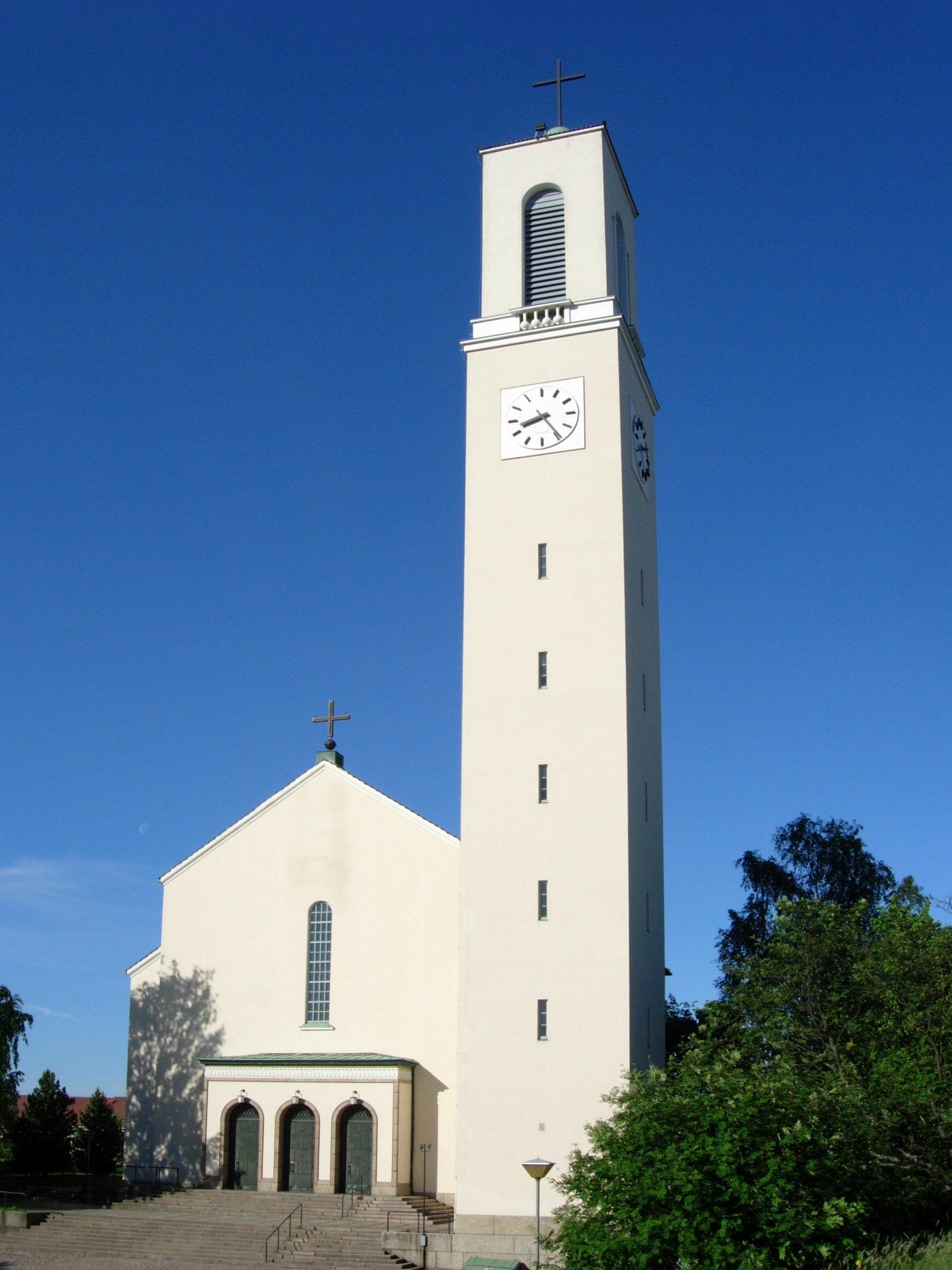
Martinskyrkan i Åbo
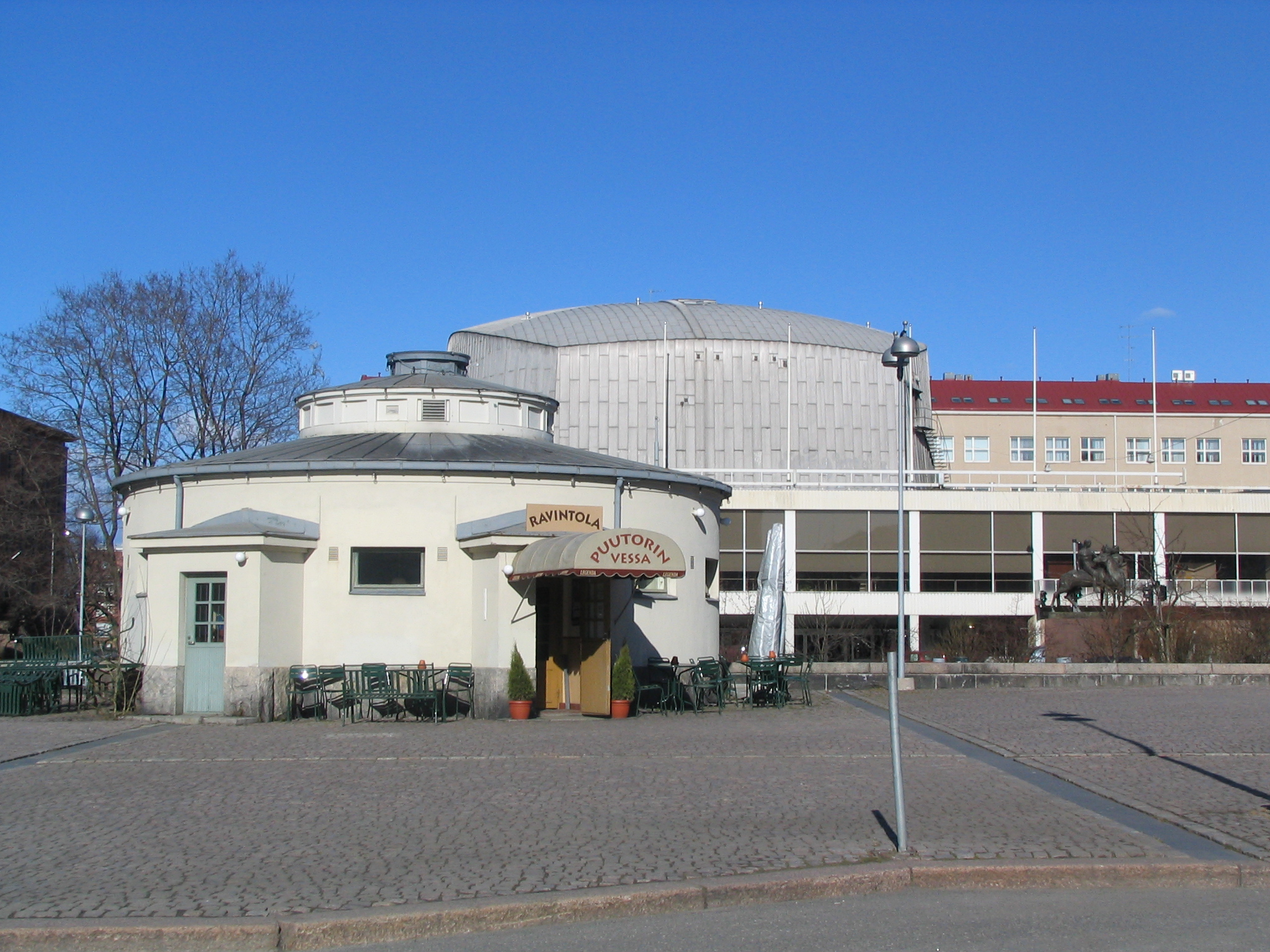
Den tidigare godsterminalen på Trätorget i Åbo
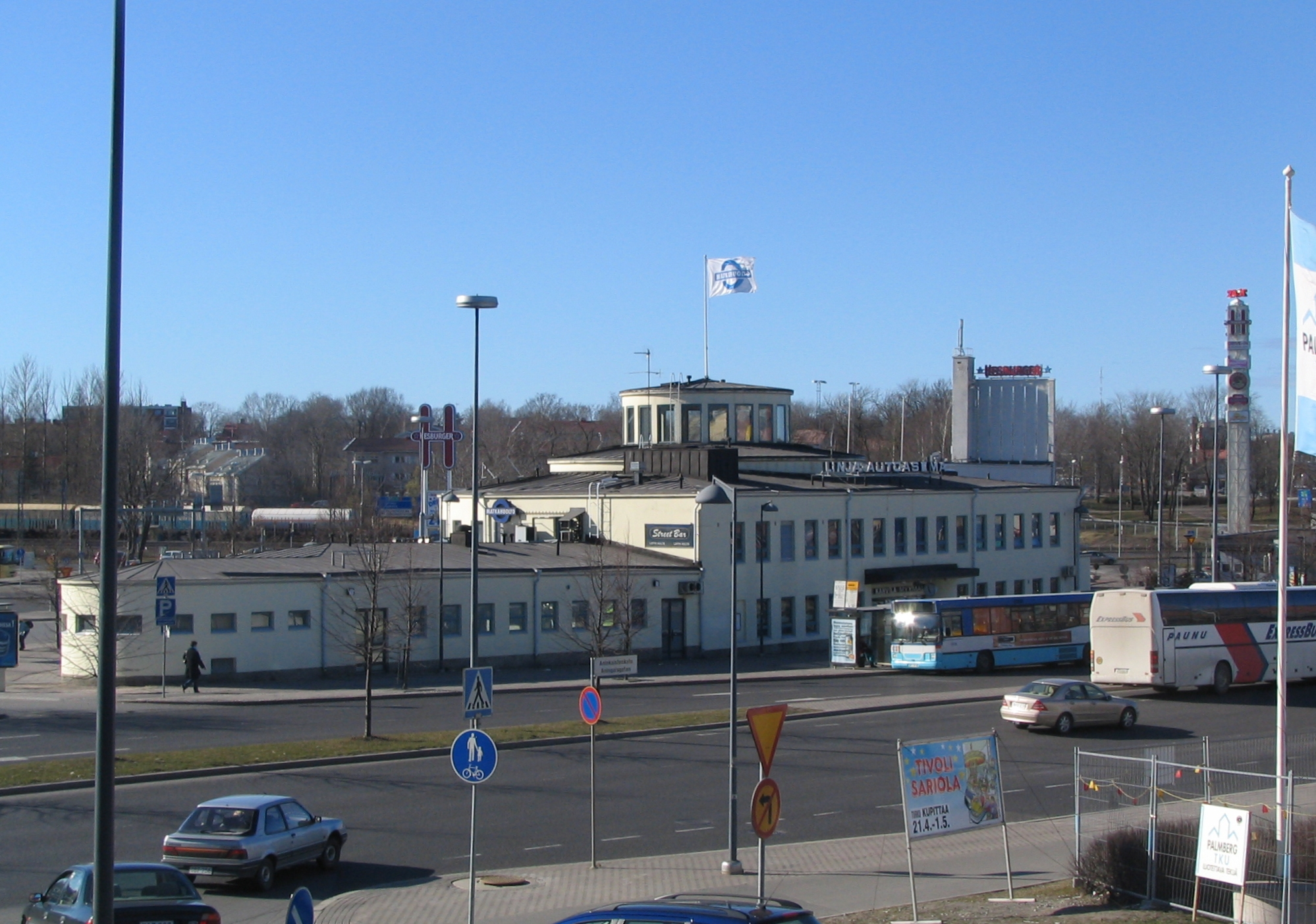
Åbo busstation